# Departamento Monteros
Monteros es un departamento ubicado en la provincia de Tucumán, Argentina. Limita al norte con los departamentos Tafí del Valle y Famaillá, al este con los departamentos Leales y Simoca, al sur con Chicligasta y al oeste con la provincia de Catamarca. Su cabecera es la ciudad de Monteros. Parte de la zona más montañosa de este departamento es un sector del parque nacional Aconquija.
El relieve se presenta montañoso en el oeste y con planicies en el este.

## Población
En 2010 el departamento contó con 63 641 habitantes.
Para el censo 2022 el departamento registró 77 551 habitantes; lo que representó un aumento en la cantidad de personas del 21,9% mayor que el crecimiento poblacional provinciala situado en 16,6%. Estos datos le valieron al departamento tener la séptima mayor población de la provincia.